# اتحاد ساتسوما توسا

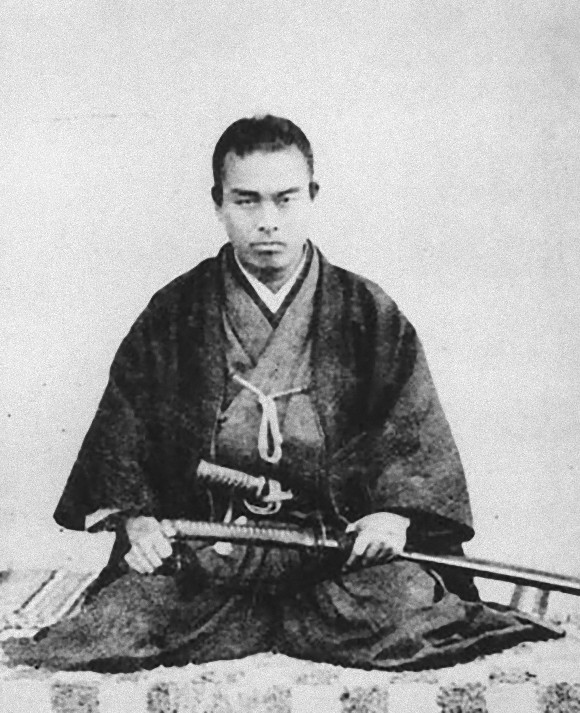
ناکائوکا شینتارو

اتحاد ساتسوما-توسا، پیمان ساتسودو (به ژاپنی: 薩土盟約)، همکاری ساتسودو (به ژاپنی: 薩土提携) یک اتحاد سیاسی بین قلمروهای فئودالی ولایت ساتسوما و قلمروی توسا بود که در سال ۱۸۶۷ صورت گرفت. این اتحاد در جهت سلسله تلاش‌های مربوط به بازگرداندن قدرت به امپراتور و از بین بردن شوگون‌سالاری توکوگاوا انجام شد.